# Bint
Bìnt ['bint] ali vejalnik je kmetijski stroj za čiščenje zrnja po ročni mlatitvi žitaric.

## Zgodovina
Na Kitajskem so poznali bint že v 2. stoletju pr. n. št., a so ga uporabljali le v južnih bogatejših predelih Kitajske, pri pridelavi riža. Zaradi njegove visoke nabavne cene so si binte večinoma izposojali.
V Evropi so prvi začeli uporabljati bint na Nizozemskem v 17. stoletju, čeprav so lahko sedaj z bintom očistili 2 toni zrnja na dan, prej 45 kg na uro, so bint uporabljali bolj malo, ker je bil drag in zaradi zahtevnega vzdrževanja. Šele na začetku 18. stoletju, ko so bintu dogradili še rešeto, tako se je nabava binta isplačala, se je uporaba binta razširila vse do izuma mlatilnice, ko ga je ta zamenjala.